# Henry Enfield Roscoe
Sir Henry Enfield Roscoe FRS (7 tháng 1 năm 1833 – 18 tháng 12 năm 1915) là một nhà hóa học người Anh. Ông đặc biệt nổi tiếng với những công trình ban đầu về vanadium, các nghiên cứu quang hóa và sự hỗ trợ của ông trong việc tạo ra Oxo (thực phẩm), ở dạng chất lỏng ban đầu của nó.

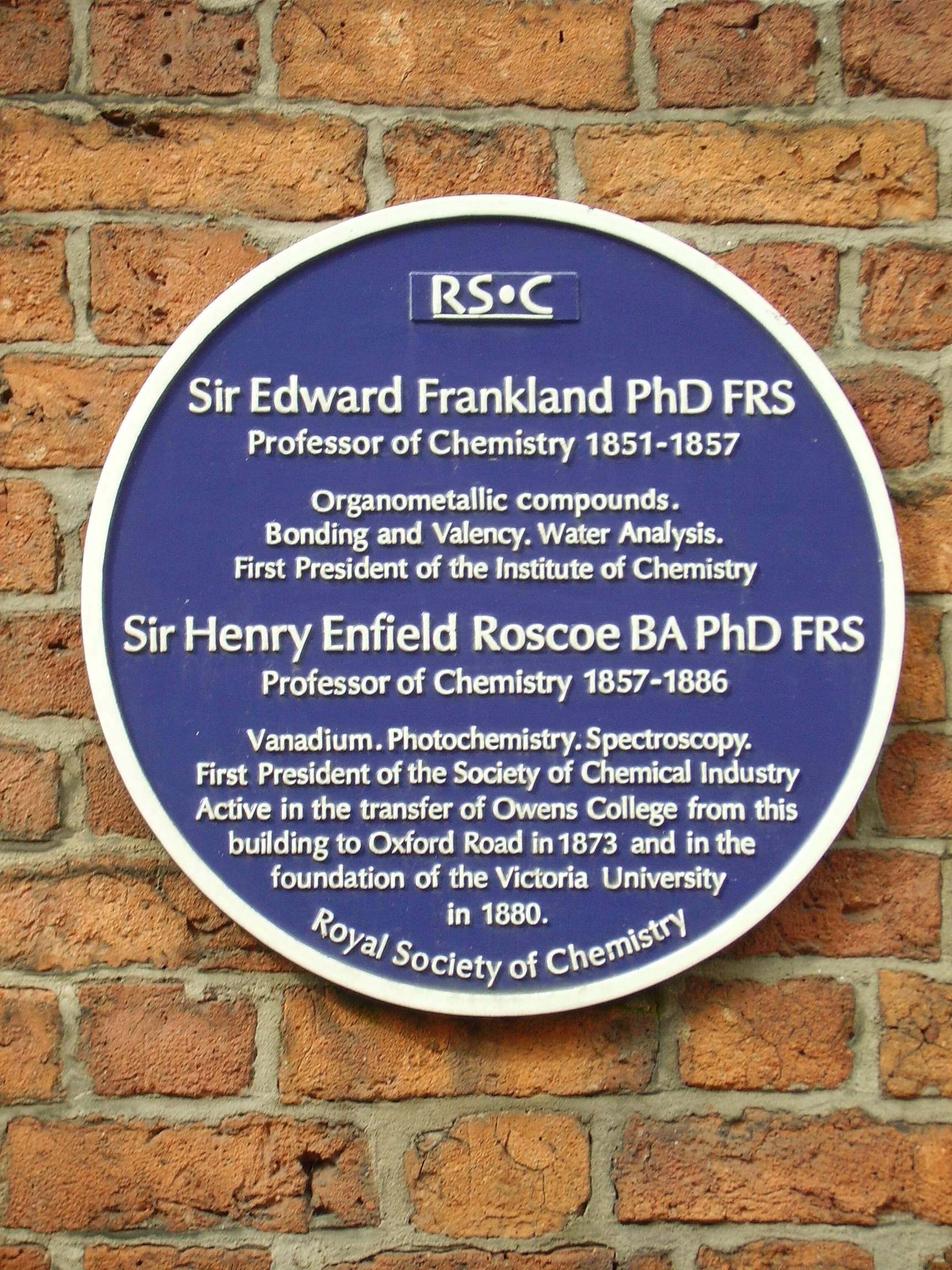
Một tấm bảng màu xanh được dựng lên ở Phố Quay, Manchester

Roscoe nhận được bằng tiến sĩ danh dự (LL.D) từ Đại học Glasgow vào tháng 6 năm 1901. IVào tháng 11 năm 1909, ông được tuyên thệ nhậm chức Hội đồng Cơ mật. Ông được trao tặng Huy chương Elliott Cresson của Viện Franklin vào năm 1912.

## Kỷ niệm
Tòa nhà Roscoe tại Đại học Manchester được đặt tên theo Giáo sư Roscoe. Đây là một cơ sở giảng dạy đa năng lớn được sử dụng cho các cấp độ giảng dạy khác nhau ở Phố Brunswick.